# Smardzewo (województwo lubuskie)
Smardzewo (niem. Schmarse) – wieś w Polsce położona w województwie lubuskim, w powiecie świebodzińskim, w gminie Szczaniec.
W latach 1945–1954 siedziba gminy Smardzewo. W latach 1975–1998 miejscowość położona była w województwie zielonogórskim.

## Historia

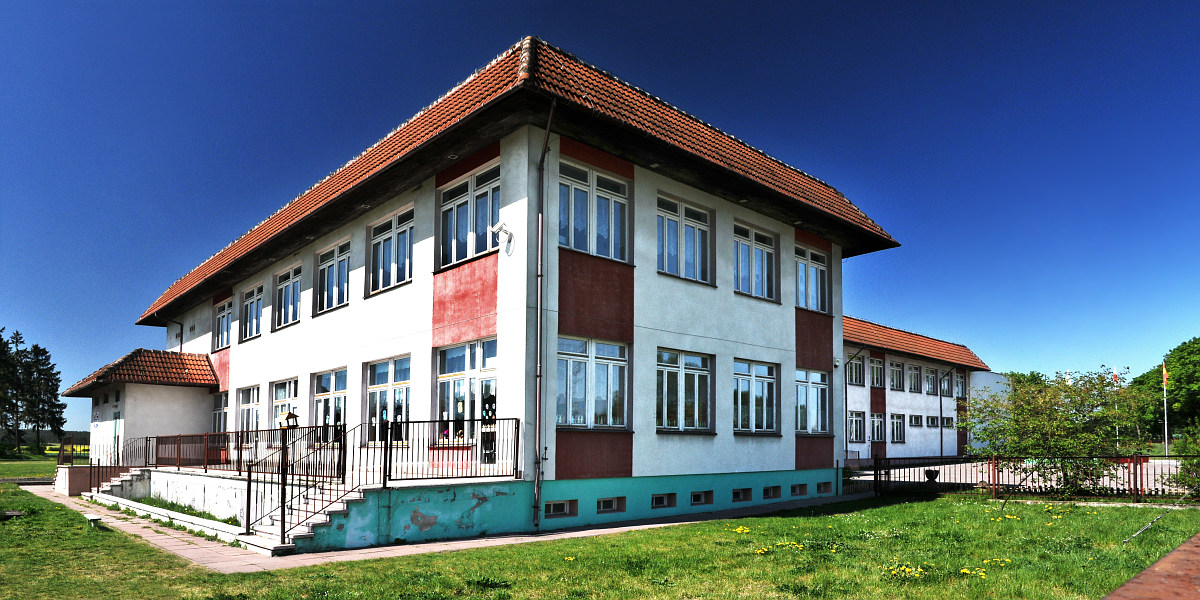
Szkoła podstawowa w Smardzewie

Nazwę wsi Smarsewo odnotowano w źródłach już w 1251 roku i wówczas syn Jonaty, Zbrosław podarował ją cystersom z Obry. Przemysł I mocą przywileju zezwolił cystersom w 1257 roku na lokowanie wsi na prawie niemieckim. Miejscowego plebana Piotra, a także właściciela wsi Mikołaja, syna Bodzanty z Kębłowa wzmiankowano w 1334 roku. Mikołaj Benwicz był związany ze Smardzewem w 1452 roku, a Eufemia Benwiczanka w 1499 roku. Przedstawiciel rodu von Nostitz, następnie jego syn, Wolfgang był właścicielem wsi około 1580 roku. Rodziny von Popschütz i von Troschke wymienia się wśród następnych właścicieli wsi. Z inicjatywy Conrada von Troschke w 1691 roku w bezpośrednim sąsiedztwie rezydencji właściciela dóbr, zbudowano ewangelicki dom modlitwy. W 1776 roku po pożarze świątynię przebudowano i powiększono, dzięki inicjatywie ówczesnego właściciela dóbr smardzewskich, którym był Friedrich Ludwig von Sydow. Za jego czasów, około 1790 roku na terenie wsi znajdowały się m.in. 2 kościoły: ewangelicki i katolicki, folwark (drugi w jej pobliżu), dwór i młyn wiatrowy. 450 osób mieszkało w 75 gospodarstwach. Karla Augusta Fussa jako właściciela dóbr odnotowano w 1879 roku. Dzięki fundacji rodziny Fuss w 1911 roku barokową świątynię przebudowano, dodając do korpusu część prezbiterium, zakrystię i klatkę schodową. Katolicy przejęli kościół po II wojnie światowej i konsekrowali ją w 1947 roku. 
Smardzewo to wieś typu owalnica  o dobrze zachowanym historycznym planie, który podlega ochronie. Obecna zabudowa wsi jest zwarta, kalenicowo-szczytowa, pochodzi z przełomu XIX/XX w. Obecnie we wsi przeważa zabudowa zagrodowa, uzupełniana przez obiekty użyteczności publicznej, takie jak szkoła, sala taneczna, kompleks boisk i niżej wspomniany kościół. Jest tu również czynny cmentarz wiejski ze starym drzewostanem.

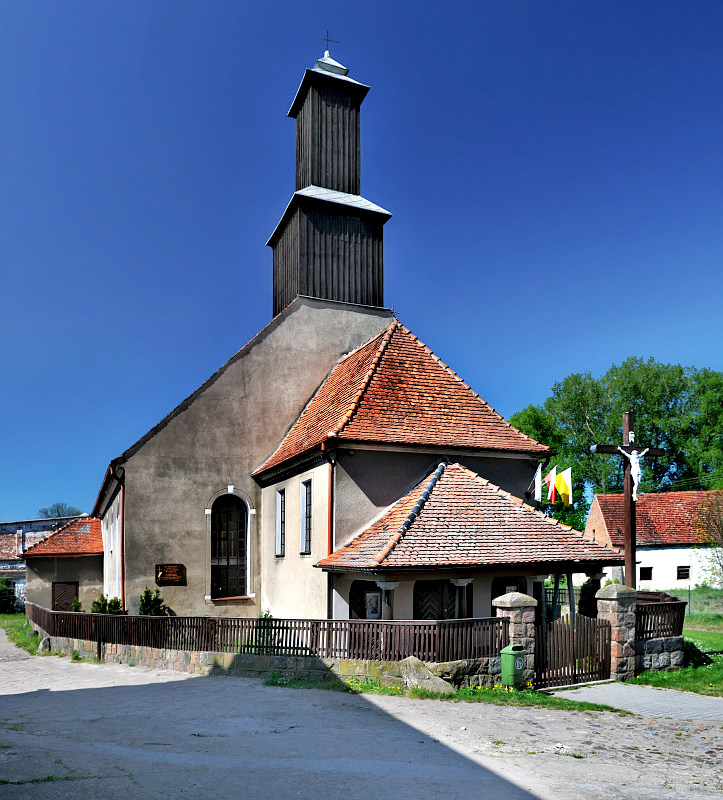
Kościół filialny w Smardzewie

## Zabytki
Do wojewódzkiego rejestru zabytków wpisane są:
- kościół ewangelicki, obecnie rzymskokatolicki filialny pod wezwaniem MB Częstochowskiej, murowany z 1776 roku, jednonawowy z prostokątnym prezbiterium i przybudówkami po stronie zachodniej[4]. Od wschodu do korpusu przylega węższa kruchta. Dach trójspadowy nakrywa nawę i prezbiterium. Wąska, dwukondygnacyjna wieża zwieńczona dwustopniowym hełmem namiotowym zbudowana z drewna góruje nad wschodnią partia korpusu[9]. Okna nawy i prezbiterium są zamknięte półkoliście, a kształt prostokątny ma przybudówek. Po stronie wschodniej znajduje się wejście główne, które prowadzi przez kruchtę[9]. We wnętrzu świątyni, która przykryta jest drewnianym stropem zachowały się elementy zabytkowego wystroju: empory, stolarka drzwiowa i okienna, część witraży w prezbiterium i klatka schodowa w kruchcie[9].
- dzwonnica, drewniana z XVIII wieku
- zespół folwarczny z XVIII w. z zachowanymi dwoma budynkami:
  - spichlerz folwarczny, z XVIII wieku, murowany z cegły i kamienia, parterowy z użytkowym poddaszem, nakryty dachem mansardowym z powiekami, obecnie w stanie zagrażającym bezpieczeństwu
  - gołębnik, z przełomu XVIII wieku/XIX wieku, klasycystyczny piętrowy budynek, wybudowany na planie kwadratu z mansardowym dachem.